# Christoffer Fagerli Rukke
Christoffer Fagerli Rukke (Hønefoss, 17 april 1988) is een voormalig Noors langebaanschaatser. Rukke is een schaatser met een voorkeur voor de sprintafstanden.
Op nationaal niveau draait Rukke goed mee op de drie kortste afstanden. Bij de Noorse kampioenschappen afstanden veroverde hij in de jaren 2008-2010 op negen afstanden acht keer eremetaal. In het seizoen 2008/09 werd hij Noors sprintkampioen en behaalde hij op de WK afstanden zijn beste internationale klasseringen, elfde op de 1000 en twaalfde op de 1500 meter.
Christoffer Fagerli Rukke is de oudere broer van de eveneens schaatsende Henrik Fagerli Rukke.

## Persoonlijke records
| Afstand      | Tijd     | Datum            | Baan           |
| ------------ | -------- | ---------------- | -------------- |
| 500 meter    | 35,10    | 15 november 2013 | Salt Lake City |
| 1000 meter   | 1.09,09  | 27 januari 2013  | Salt Lake City |
| 1500 meter   | 1.44,84  | 6 maart 2009     | Salt Lake City |
| 3000 meter   | 3.55,92  | 19 oktober 2012  | Inzell         |
| 5000 meter   | 6.57,38  | 29 juli 2006     | Erfurt         |
| 10.000 meter | 14.51,47 | 17 december 2006 | Geithus        |

## Resultaten
| Jaar | NK Afstanden               | NK Sprint | NK Allround | WK Sprint | WK Afstanden        | Olympische Spelen   | Wereldbeker                  | WK Junioren           |
| ---- | -------------------------- | --------- | ----------- | --------- | ------------------- | ------------------- | ---------------------------- | --------------------- |
| 2006 |                            |           |             |           |                     |                     |                              | 14e 10e achtervolging |
| 2007 |                            |           | 5e          | DQ1       | 24e 1000m 17e 1500m |                     | 49e 500m 45e 1000m 32e 1500m | 23e 10e achtervolging |
| 2008 | 500m · 1000m · 1500m       | 10e       |             |           | 16e 1500m           |                     | 51e 500m 35e 1000m 18e 1500m |                       |
| 2009 | DSQ 500m · 1000m · 1500m   | Goud      | 9e          | 20e       | 11e 1000m 12e 1500m |                     | 0p 500m 40e 1000m 14e 1500m  |                       |
| 2010 | 500m · 1000m · 1500m       | DQ3       |             | 20e       |                     | 35e 1000m 20e 1500m | 0p 500m 26e 1000m 34e 1500m  |                       |
| 2011 | 8e 500m · 1000m · 4e 1500m | Goud      |             | 19e       | 17e 1000m           |                     | 51e 500m 46e 1000m 24e 1500m |                       |
| 2012 | 4e 500m 4e 1000m 5e 1500m  | Brons     |             |           |                     |                     | 0p 500m 33e 1000m 29e 1500m  |                       |
| 2013 | 500m · 1000m · 1500m       | Goud      |             | NC29      | 21e 1000m 24e 1500m |                     | 0p 500m 23e 1000m 32e 1500m  |                       |
| 2014 | 500m · 1000m · 5e 1500m    | Brons     |             | 19e       |                     |                     | 53e 500m 0p 1000m 0p 1500m   |                       |
| 2015 |                            | Zilver    |             |           |                     |                     | 50e 500m 53e 1000m 45e 1500m |                       |
| 2016 | 500m · DQ 1000m            | Zilver    |             | NC30      |                     |                     | 55e 500m 75e 1000m           |                       |

### Medaillespiegel
| Kampioenschap | Goud | Zilver | Brons |
| ------------- | ---- | ------ | ----- |
| NK Afstanden  | 2    | 5      | 1     |
| NK Sprint     | 1    | 0      | 0     |